# Bachillerato Unificado Polivalente
Bachillerato Unificado Polivalente (B.U.P.) era la denominación oficial de la enseñanza secundaria en España, regulada por la Ley General de Educación de 1970. Empezó a implantarse en el curso académico 1975-76 con 1º de BUP, y se extendió hasta 3º en el curso 77-78. Se comenzó a extinguir progresivamente tras la implantación de la Ley Orgánica de Ordenación General del Sistema Educativo de España (LOGSE) de 1990 y desapareció definitivamente en el año 2000.

## Estructura curricular
Constaba de tres cursos:
- 1º de BUP, que corresponde al actual 3º de Educación Secundaria Obligatoria (ESO).
- 2º de BUP, que corresponde al actual 4º de Educación Secundaria Obligatoria (ESO).
- 3º de BUP, que corresponde al actual 1º de Bachillerato.

En 1º de BUP se estudiaba:
- Lengua española y Literatura
- Lengua extranjera (inglés o francés)
- Lengua vernácula (en Baleares, Cataluña, Comunidad Valenciana, Galicia, Navarra y País Vasco)
- Dibujo
- Música y actividades artístico-culturales
- Historia (Occidental)
- Ética o Religión (Ética a partir de 1979)[4]
- Matemáticas
- Ciencias Naturales
- Educación física y deportiva

En 2º de BUP las asignaturas eran:
- Lengua española y Literatura
- Latín
- Lengua extranjera (inglés o francés)
- Lengua vernácula (en Baleares, Cataluña, Comunidad Valenciana, Galicia, Navarra y País Vasco)
- Geografía e Historia
- Ética/Religión
- Matemáticas
- Física y Química
- Educación física y deportiva
- EATP (Enseñanzas y Actividades Técnico-Profesionales). Se elegía una asignatura de entre las ofertadas en cada centro, en el catálogo se podía encontrar: Dibujo técnico/Diseño, Electricidad, Informática, Teatro, Segunda lengua extranjera, Labores del hogar, Fotografía, Astronomía, etc.

En 3º de BUP había asignaturas comunes y optativas (dependiendo de la rama que se eligiera).
Las asignaturas comunes tanto para la rama de ciencias como la de letras eran:
- Lengua extranjera (inglés o francés)
- Lengua vernácula (en Baleares, Cataluña, Comunidad Valenciana, Galicia, Navarra y País Vasco)
- Geografía e Historia (Historia del mundo contemporáneo)
- Filosofía
- Ética/Religión
- Educación física y deportiva
- EATP (Enseñanzas y actividades técnico-profesionales): Dibujo técnico/Diseño, Informática, Segunda lengua extranjera, etc.

Además los alumnos debían escoger entre dos opciones, ciencias y letras; eligiendo tres asignaturas de las cuatro optativas que se ofertaban en cada opción, que complementaban a las asignaturas obligatorias, comunes para ambas ramas.
Las asignaturas optativas que se ofertaban en cada rama eran:
- opción A: "Letras": Literatura, Latín, Griego y Matemáticas.
- opción B: "Ciencias": Física y Química, Ciencias naturales, Matemáticas y Literatura.

Tras finalizar el Bachillerato Unificado Polivalente, y antes de realizar la Selectividad para el acceso a la Universidad, era necesario realizar el Curso de Orientación Universitaria (COU), equivalente al actual 2º de Bachillerato. En dicho curso los alumnos podían elegir, a partir de 1987, entre dos ramas de Ciencias (opción Biosanitaria y Técnica) y dos de Letras (Ciencias Sociales y Humanidades).

## Características
La evaluación se realizaba mediante notas literales y tenía carácter de continua, existiendo dos convocatorias globales, una en junio y la de septiembre.
En los centros públicos (Institutos de Bachillerato) impartían las asignaturas profesores pertenecientes al Cuerpo de Catedráticos de Bachillerato y al Cuerpo de Profesores Agregados de Bachillerato que fueron, con la aprobación de la LOGSE, integrados de forma forzosa en el cuerpo de Profesores de Enseñanza Secundaria, junto a los antiguos profesores de Formación Profesional (FP).
Su implantación aumentó en un año los necesarios para acceder a la Universidad.